# Vražné
Vražné és un municipi de la República Txeca. S'estén al llarg d'ambdós costats de la frontera històrica de Moràvia-Silèsia. L'any 2006 tenia 827 habitants.

## Història
La primera menció escrita d'aquest poble (una part de la Vražné inferior) és de l'any 1282.
A un poble d'aquest municipi, Hynčice, hi va néixer Gregor Mendel

## Atraccions
- Monument cultural a Gregor Mendel
- Crucifix
- Estàtua dedicada a Joan Nepomucè (Jana Nepomuckého)